# Dean River Airport
Dean River Airport är en flygplats i Kanada.   Den ligger i Central Coast Regional District och provinsen British Columbia, i den sydvästra delen av landet, 3 700 km väster om huvudstaden Ottawa. Dean River Airport ligger 17 meter över havet.
Terrängen runt Dean River Airport är huvudsakligen bergig, men den allra närmaste omgivningen är kuperad. Havet är nära Dean River Airport söderut.Trakten runt Dean River Airport är nära nog obefolkad, med mindre än två invånare per kvadratkilometer..